# Callopora decidua
Callopora decidua är en mossdjursart som beskrevs av James Dick och Ross 1988. Callopora decidua ingår i släktet Callopora och familjen Calloporidae. Inga underarter finns listade i Catalogue of Life.